# 张建平 (1956年)
张建平（1956年4月—），男，福建沙县人，中国人民解放军空军中将，中国共产党第十八届中央委员会候补委员。

## 生平
1974年入伍。27岁时任空三师团长，成为中国人民解放军空军最年轻的团长。1988年率部进驻西藏，完成了高原条件下的科目训练。历任空三师副师长、师长，36岁便成为中国人民解放军空军最年轻的航空兵师长。2009年任“和平使命——2009”中俄联合反恐军演中方副总导演。历任南京军区空军副参谋长，空九军参谋长、军长，沈阳军区空军参谋长，北京军区空军副司令员，空军副参谋长。2011年1月任济南军区空军司令员，同年7月任广州军区空军司令员，2013年4月任空军副司令员。2017年12月，调军委战略规划办公室任职。
2003年晋升空军少将军衔，2012年晋升空军中将军衔。